# Bababi
Bababi (arab. بابابي, fr. Bababé) – miasto w południowo-zachodniej Mauretanii, w regionie Al-Barakina w departamencie Bababi. Siedziba administracyjna gminy Bababi. W 2000 roku liczyło ok. 11,8 tys. mieszkańców.

## Geografia
Miasto znajduje się 45 km na południowy wschód od Bughi i 55 km na północny zachód od Kajhajdi.
Najbliżej położonymi miejscowościami są Dioude Dieri (3,1 km), Wane Wane (3,72 km), Wouro Dialaw (4,34 km), Abari (5,01 km), Vinde Aboidi (6,27 km), Abdallah Dieri (7,49 km), Kadiel Abou (7,82 km), Diammel Vidim (8,09 km), Vendou Diabi (8,13 km) i Haire Golere (9,06 km).
Bababi znajduje się na obszarze historycznego regionu Fouta-Toro.
Ludność Bababi stanowią głównie Fulanie. Od 1970 roku okolice miasta zamieszkują Maurowie i Haratyni.